# Hiền Hồ
Hồ Thị Hiền (sinh ngày 26 tháng 2 năm 1997), thường được biết đến với nghệ danh Hiền Hồ, là một nữ ca sĩ người Việt Nam.

## Tiểu sử và sự nghiệp

### 1997–2014: Thuở niên thiếu
Hiền Hồ sinh ra ở vùng nông thôn của Buôn Ma Thuột. Cô là con thứ năm trong số 6 anh chị em. Bố mẹ Hiền Hồ có một khoảng rừng trồng cà phê nhưng sau khi bố mất (năm Hiền Hồ 5 tuổi), một mình mẹ cô phải cáng đáng để nuôi nấng 6 người con trưởng thành. Nữ ca sĩ cho biết gia đình cô không thuộc hộ nghèo nhưng cũng không giàu có, chỉ đủ ăn. Khi các anh chị em lớn tản đi làm ăn ở nhiều vùng, Hiền Hồ cũng quyết tâm xin mẹ rời quê để lên thành phố Buôn Ma Thuột học văn hoá và tìm một con đường đi cho tương lai, chứ không muốn cuộc sống lại gắn bó với việc trồng cà phê.

### 2015–16: Trước khi nổi tiếng
Năm 2015, cuộc thi Tiếng hát Truyền hình tổ chức tuyển sinh ở Buôn Ma Thuột, Hiền Hồ nghe theo bạn bè đăng ký dự thi. Cô nghĩ mình sẽ rớt nhưng không ngờ lại trúng tuyển và có cơ hội đến Thành phố Hồ Chí Minh để tham dự vòng chung kết, kết quả, Hiền Hồ lọt top 4 chung cuộc. Sau đó, cô chuyển hồ sơ lên Thành phố Hồ Chí Minh để học văn hoá, tìm kiếm cơ hội học nhạc và đi hát ở phòng trà để tích luỹ kinh nghiệm. Dù cát-xê chỉ 150.000 đồng khi hát cả chục bài trong một đêm nhưng cô vẫn vui vì có khán giả xem mình biểu diễn.
Năm 2016, Hiền Hồ thử sức ở cuộc thi  Nhân tố bí ẩn 2016 nhưng không tạo được ấn tượng và chỉ dừng chân ở top 24.

### 2017–2018: Sự nghiệp ban đầu
Bước ra từ danh hiệu Á quân Giọng hát Việt 2017, Hiền Hồ theo đuổi dòng nhạc Ballad với giai điệu trữ tình cùng ca từ sâu sắc. Những ca khúc đầu tay của cô đều được công chúng đón nhận như Em ngày xưa khác rồi, Rồi người thương cũng hóa người dưng. Năm 2018, tại lễ trao giải Zing Music Awards 2018, Hiền Hồ được xướng tên tại hạng mục "Nghệ sĩ mới của năm".

### 2019–nay: Phát triển sự nghiệp và được đón nhận
Từ 2019 đến nay, cô liên tục cho ra mắt nhiều ca khúc Đừng nói tôi điên, Cưới nhau đi, Cần xa, Có như không có, Gặp nhưng không ở lại, Trải trái trải phải... kết hợp với một số ca sĩ như Thiều Bảo Trâm, Vương Anh Tú, Bùi Anh Tuấn...

## Tranh cãi

### 2017–2020: Bê bối đời tư
Sau khi Hiền Hồ kết hợp với Quang MTP trong chương trình Giọng hát Việt 2017, giới showbiz rộ tin đồn hai người có mối quan hệ tình cảm. Họ liên tục bị "soi" chuyện đi du lịch chung, đặc biệt là đoạn clip thân mật trong rạp chiếu phim của họ bị lan truyền mạnh mẽ trên mạng xã hội.
Khi những hình ảnh tình tứ với Hiền Hồ bị phát tán, Quang MTP lên tiếng thừa nhận mối quan hệ tình cảm với giọng ca "Gặp nhưng không ở lại". Tuy nhiên, mối quan hệ này không được người hâm mộ của Quang MTP ủng hộ.
Nhiều fan của nam ca sĩ cho rằng Hiền Hồ là người đứng sau việc chia sẻ đoạn clip và những hình ảnh thân mật với Hoàng Sơn trong rạp phim để đánh bóng tên tuổi. Người hâm mộ của Quang MTP cũng liên tục phản đối Hiền Hồ vì cho rằng cô dựa hơi bạn trai và không xứng với nam ca sĩ. Thậm chí, Hiền Hồ còn nhận những bình luận tẩy chay, đe doạ để ép cô chấm dứt hẹn hò với thần tượng của họ.
Sau những ồn ào liên tiếp xảy ra, cặp đôi chia tay. Sau này khi trả lời trên truyền thông, Hiền Hồ chia sẻ rằng cô và Quang MTP đều gặp quá nhiều áp lực khi công khai tình cảm và chưa đủ duyên để đi cùng nhau nên đã quyết định "đường ai nấy đi".
Năm 2019, sau khi hợp tác trong ca khúc "Cưới nhau đi", Hiền Hồ và Bùi Anh Tuấn liên tục được khán giả "đẩy thuyền". Cặp đôi bị cho là hẹn hò khi luôn sát cánh bên nhau trong nhiều hoạt động. Không chỉ đi xem phim cùng Hiền Hồ, Bùi Anh Tuấn còn âm thầm đến hậu trường quay MV để ủng hộ nữ ca sĩ. Mặc dù được khán giả gán ghép nhưng họ chưa một lần lên tiếng trả lời về mối quan hệ.
Năm 2020, Hiền Hồ cũng là đối tượng được Trấn Thành mai mối cho Anh Đức và cả hai đã cùng đi ăn riêng với nhau. Anh Đức nhìn nhận, Hiền Hồ là người xinh đẹp, dễ thương, nhưng anh lại là người hay ngại và nhát trong chuyện tình cảm. Khi mới gặp Hiền Hồ, anh ngại đến run lẩy bẩy, đỏ mặt. Sau khi được Trấn Thành mai mối với Hiền Hồ, cả hai cũng hẹn nhau đi ăn, xem phim, nhưng xong ai về nhà nấy và chỉ dừng lại ở đó. Nam diễn viên khẳng định mình và giọng ca "Có như không có" chỉ là bạn. "Thậm chí, lúc ngồi xem phim, tôi còn không ngồi cạnh Hiền Hồ vì tôn trọng cô ấy, muốn bảo vệ cô ấy khỏi sự soi mói của mọi người", Anh Đức tâm sự.

### 2022: Bê bối đời tư
Đêm 19 tháng 3 năm 2022, dân mạng xôn xao trước những thông tin về Hiền Hồ "mượn" chồng đàn chị trong nghề. Ngỡ tưởng vụ việc đã đi đến hồi kết thì sang 20 tháng 3, hàng loạt tin nhắn cùng ảnh nhạy cảm được cho là của Hiền Hồ và đại gia U60 được lan truyền trên mạng xã hội. Trong các bức ảnh được lan truyền, người được cho là Hiền Hồ thoải mái ôm ấp, thể hiện hành động thân mật với đại gia. Đồng thời, cô cũng để ảnh mình và đại gia (có vẻ đang ở sân golf) làm hình nền điện thoại. Chưa dừng lại ở đó, một số dòng tin nhắn nhạy cảm được cho là đoạn hội thoại của cả hai cũng được phát tán. Trong nội dung tin nhắn "sặc mùi 18+", gồm toàn từ ngữ nói về chuyện quan hệ tình dục, cũng như các bộ phận nhạy cảm của nữ giới. Tuy nhiên, dân mạng nhận định rằng đây là những sản phẩm của photoshop, thậm chí là làm giả nhằm hạ thấp danh dự, nhân phẩm của Hiền Hồ, hay để thu hút sự chú ý khi câu chuyện này vẫn đang rất "nóng".
Nữ ca sĩ khiến công chúng xôn xao khi lộ hàng loạt ảnh tình tứ bên người đàn ông đã có gia đình. Trước đó, xuất hiện hình ảnh được cho là Hiền Hồ có hành vi sử dụng chất kích thích. Cách đây 2 năm, cũng từng rộ tin đồn Hiền Hồ "không tỉnh táo" trong thang máy chung cư.
Giữa ồn ào, cô chọn cách im lặng mặc cho cộng đồng mạng réo gọi, yêu cầu cô làm rõ sự việc. Theo ghi nhận, đến hôm 21.3, cả Facebook và Instagram của giọng ca Gặp nhưng không ở lại đã “biến mất”. Sự im lặng của Hiền Hồ đã khiến cộng đồng mạng nổi giận. Kéo theo đó là hàng loạt group anti mọc lên, có nhóm đã đạt đến 13.000 thành viên. Chưa dừng lại ở đó, cộng đồng mạng liên tiếp công kích, yêu cầu “phong sát” nữ ca sĩ, không để cô hoạt động trong showbiz bởi bê bối đời tư.
Sau khi lên tiếng về scandal tình ái của mình thông qua truyền thông, mạng xã hội thì tối ngày 18 tháng 4 năm 2022, Hiền Hồ còn viết thư tay gửi người hâm mộ. Bức thư xin lỗi của Hiền Hồ tiếp tục nhận về nhiều phản ứng trái chiều từ cư dân mạng. Hầu hết người hâm mộ cô đều dành lời động viên nữ ca sĩ sớm trở lại với đam mê của mình. Họ sẵn sàng tha thứ cho lỗi lầm của thần tượng khi cô hối lỗi.
Tuy nhiên, phản ứng của đại đa số cư dân mạng lại khá tiêu cực. Theo đó, khán giả trung lập cho rằng việc bỏ qua cho Hiền Hồ là dung túng cho thói xấu của nghệ sĩ. Có ý kiến cho rằng showbiz Việt sẽ không thể "thanh lọc" những cá nhân đạo đức kém ra khỏi ngành giải trí nếu cứ mãi tha thứ cho nghệ sĩ mỗi khi mắc lỗi. Chiều ngày 19/4 Hiền Hồ bất ngờ lên tiếng xin lỗi về ồn ào đời tư vừa qua thông qua buổi gặp gỡ với phóng viên VTV News. Động thái của nữ ca sĩ nhanh chóng đã thu hút sự quan tâm nồng nhiệt từ giới truyền thông và khán giả. Ngay lập tức một số cư dân mạng đã phát hiện điểm trùng hợp trước cách xin lỗi của nữ ca sĩ khi vướng vào lùm xùm tình ái nhiều năm trước. Ngoài nội dung tâm thư có sự tương đồng, mỗi lần Hiền Hồ gặp ồn ào cô sẽ chủ động lên tiếng đính chính sau khoảng 1 tháng. Cụ thể, trong quá khứ Hiền Hồ và Soobin Hoàng Sơn đã bị "người qua đường" bắt gặp đang hẹn hò sau khi kết thúc cuộc thi Giọng hát Việt năm 2017.
Vào tháng 11 năm 2022, Hiền Hồ bị hủy show ở trường đại học Công nghiệp thực phẩm TP.HCM vì bị sinh viên phản ứng.

### Đạo nhạc
Ca khúc "Rồi người thương cũng hóa người dưng" phát hành ngày 4 tháng 5 năm 2018 bị tố đạo nhạc "Cry On My Shoulder" của nhóm nhạc Mỹ Superstar và "Cô ấy nói" của nam ca sĩ Trung Quốc Lâm Tuấn Kiệt. Ca khúc "Cần xa" (kết hợp với Phúc Bồ và do anh sáng tác) ra mắt ngày 10 tháng 7 năm 2019 bị tố đạo nhạc bài hát "Gashina" do nữ ca sĩ Hàn Quốc Sunmi thể hiện.

## Danh sách đĩa nhạc

### Đĩa mở rộng
- Từ bỏ nhắm mắt lao đi (2023)

### Đĩa đơn cá nhân
- Em ngày xưa khác rồi (2018)
- Rồi người thương cũng hóa người dưng (2018)
- Đừng nói tôi điên (2018)

### Đĩa đơn hợp tác
- Hôn (2017) (ft. Tóc Tiên)
- Cưới nhau đi (2019) (ft. Bùi Anh Tuấn)
- Cần xa (2019) (ft. Phúc Bồ)
- Có như không có (2019) (ft. Đạt G)
- Gặp nhưng không ở lại (2020) (ft. Vương Anh Tú)
- Phải trái trái phải (2021) (ft. Thiều Bảo Trâm, ICD)

### Video âm nhạc
- Em ngày xưa khác rồi (2018)
- Rồi người thương cũng hóa người dưng (2018)
- Đừng nói tôi điên (2018)
- Cưới nhau đi (2019) (ft. Bùi Anh Tuấn)
- Cần xa (2019) (ft. Phúc Bồ)
- Có như không có (2019)
- Gặp nhưng không ở lại (2020) (ft. Vương Anh Tú)
- Phải trái trái phải (2021) (ft. Thiều Bảo Trâm, ICD)
- Khóc Ở Trong Club (2023)
- Từ bỏ (2023)
- Nhắm mắt (2023)
- Lao đi (2023)
- Tao với mày chấm hết (2023)

## Chương trình
| Năm  | Tựa                          | Kênh | Vai trò                          |
| ---- | ---------------------------- | ---- | -------------------------------- |
| 2015 | Tiếng hát Truyền hình        | HTV9 | Thí sinh                         |
| 2016 | Nhân tố bí ẩn (mùa 2)        | VTV3 | Thí sinh                         |
| 2017 | Giọng hát Việt (mùa 4)       | VTV3 | Thí sinh                         |
| 2018 | Trí lực sánh đôi             | VTV3 | Người chơi khách mời (Tập 7)     |
| 2018 | Giọng ải giọng ai (mùa 3)    | HTV7 | Người chơi khách mời (Tập 11)    |
| 2018 | Nhanh như chớp (mùa 1)       | HTV7 | Người chơi khách mời (Tập 30)    |
| 2019 | Sóng xuân 19                 | HTV2 | Khách mời biểu diễn              |
| 2019 | Nhanh như chớp nhí (mùa 2)   | HTV2 | Người chơi khách mời (Tập 5)     |
| 2019 | Người bí ẩn (mùa 6)          | HTV7 | Người chơi khách mời (Tập 5)     |
| 2019 | Chạy đi chờ chi (mùa 1)      | HTV7 | Người chơi khách mời (Tập 10,11) |
| 2019 | Người ấy là ai (mùa 2)       | HTV2 | Cố vấn khách mời (Tập 6)         |
| 2019 | Ơn giời cậu đây rồi! (mùa 6) | VTV3 | Người chơi khách mời (Tập 1)     |
| 2019 | Giọng ải giọng ai (mùa 4)    | HTV7 | Người chơi khách mời (Tập 21)    |
| 2019 | Gương mặt thân quen (mùa 8)  | VTV3 | Khách mời biểu diễn (Tập 6)      |
| 2020 | Sóng 20                      | HTV2 | Khách mời biểu diễn              |
| 2021 | Sóng 21                      | HTV2 | Khách mời biểu diễn              |

## Thành tích

### Giải thưởng và đề cử
| Giải thưởng       | Năm  | Hạng mục                                | Tác phẩm đề cử                         | Kết quả   | Chú thích                  |
| ----------------- | ---- | --------------------------------------- | -------------------------------------- | --------- | -------------------------- |
| Zing Music Awards | 2017 | Nghệ sĩ mới của năm                     | —                                      | Đề cử     | [ 3 ] [ 12 ] [ 13 ] [ 14 ] |
| Zing Music Awards | 2018 | Nghệ sĩ mới của năm                     | —                                      | Đoạt giải | [ 3 ] [ 12 ] [ 13 ] [ 14 ] |
| Zing Music Awards | 2018 | Ca khúc Pop/Ballad được yêu thích       | "Rồi người thương cũng hóa người dưng" | Đề cử     | [ 3 ] [ 12 ] [ 13 ] [ 14 ] |
| Zing Music Awards | 2019 | Ca khúc Dance/Electronic được yêu thích | "Cần xa"                               | Đề cử     | [ 3 ] [ 12 ] [ 13 ] [ 14 ] |
| Zing Music Awards | 2020 | Nữ nghệ sĩ được yêu thích               | —                                      | Đề cử     | [ 3 ] [ 12 ] [ 13 ] [ 14 ] |
| Zing Music Awards | 2020 | Ca khúc Pop/Ballad được yêu thích       | "Có như không có"                      | Đề cử     | [ 3 ] [ 12 ] [ 13 ] [ 14 ] |
| Ngôi sao của năm  | 2018 | Ngôi sao âm nhạc                        | —                                      | Đề cử     | [ 15 ]                     |
| WeChoice Awards   | 2018 | Ca sĩ có hoạt động đột phá              | —                                      | Đề cử     | [ 16 ]                     |
| WeChoice Awards   | 2020 | Ca sĩ có hoạt động đột phá              | —                                      | Đề cử     | [ 16 ]                     |
| Làn Sóng Xanh     | 2017 | Gương mặt phát hiện                     | —                                      | Đề cử     | [ 17 ] [ 18 ] [ 19 ]       |
| Làn Sóng Xanh     | 2019 | Sự kết hợp xuất sắc                     | "Cưới nhau đi"                         | Đề cử     | [ 17 ] [ 18 ] [ 19 ]       |
| Làn Sóng Xanh     | 2021 | Nữ ca sĩ của năm                        | —                                      | Đề cử     | [ 17 ] [ 18 ] [ 19 ]       |

### Chương trình truyền hình / Cuộc thi âm nhạc
- Top 4 Tiếng hát Truyền hình 2015
- Top 24 Nhân tố bí ẩn 2016
- Á quân Giọng hát Việt 2017